# VN-Ontwikkelingsprogramma
Het Ontwikkelingsprogramma van de Verenigde Naties (United Nations Development Programme, UNDP; Programme des Nations unies pour le développement, PNUD) is een onderdeel van de Verenigde Naties en de grootste ontwikkelingshulporganisatie ter wereld.
Het UNDP zetelt voornamelijk in New York en voorziet ontwikkelingslanden - met de name de minst ontwikkelde landen - van advies, training en materiaal om armoede te bestrijden en ontwikkeling te stimuleren. UNDP voert daarbij zelf geen projecten uit maar organiseert en financiert deze, waarbij de uitvoering aan andere VN-organisaties wordt uitbesteed.
Om dit te bereiken heeft de VN de Millenniumdoelstellingen in het leven geroepen. Deze afspraken zijn door 189 VN-leden ondertekend. Het UNDP is lid van de Globale Milieu Faciliteit. Jaarlijks publiceert het UNDP de Human Development Index (HDI), een rapport met informatie over de levensstandaard van zo'n 180 landen.

## Human Development Report & Index
Jaarlijks publiceert UNDP haar Human Development Report, als basis voor het wereldwijde debat over belangrijke ontwikkelingsvraagstukken. Het rapport verkent nieuwe meetinstrumenten, innovatieve analyses en doet vaak controversiële beleidsvoorstellen. De onderzoeksmethode van het rapport wordt vaak overgenomen in regionale, nationale en lokale rapporten over menselijke ontwikkeling, eveneens ondersteund door het UNDP. Het jaarrapport van het UNDP omvat ook de – vaak beter bekende – Index van de menselijke ontwikkeling (Human Development Index).
In het rapport 2019 “Beyond Income, Beyond Averages and Beyond Today” legt de UNDP het verband tussen de golf van onrust en rellen in 2019, en de frustraties van jonge generaties over de hele wereld, die weliswaar de grootste armoede zijn overstegen, maar klagen over een totaal gebrek aan perspectief.

## Galerij

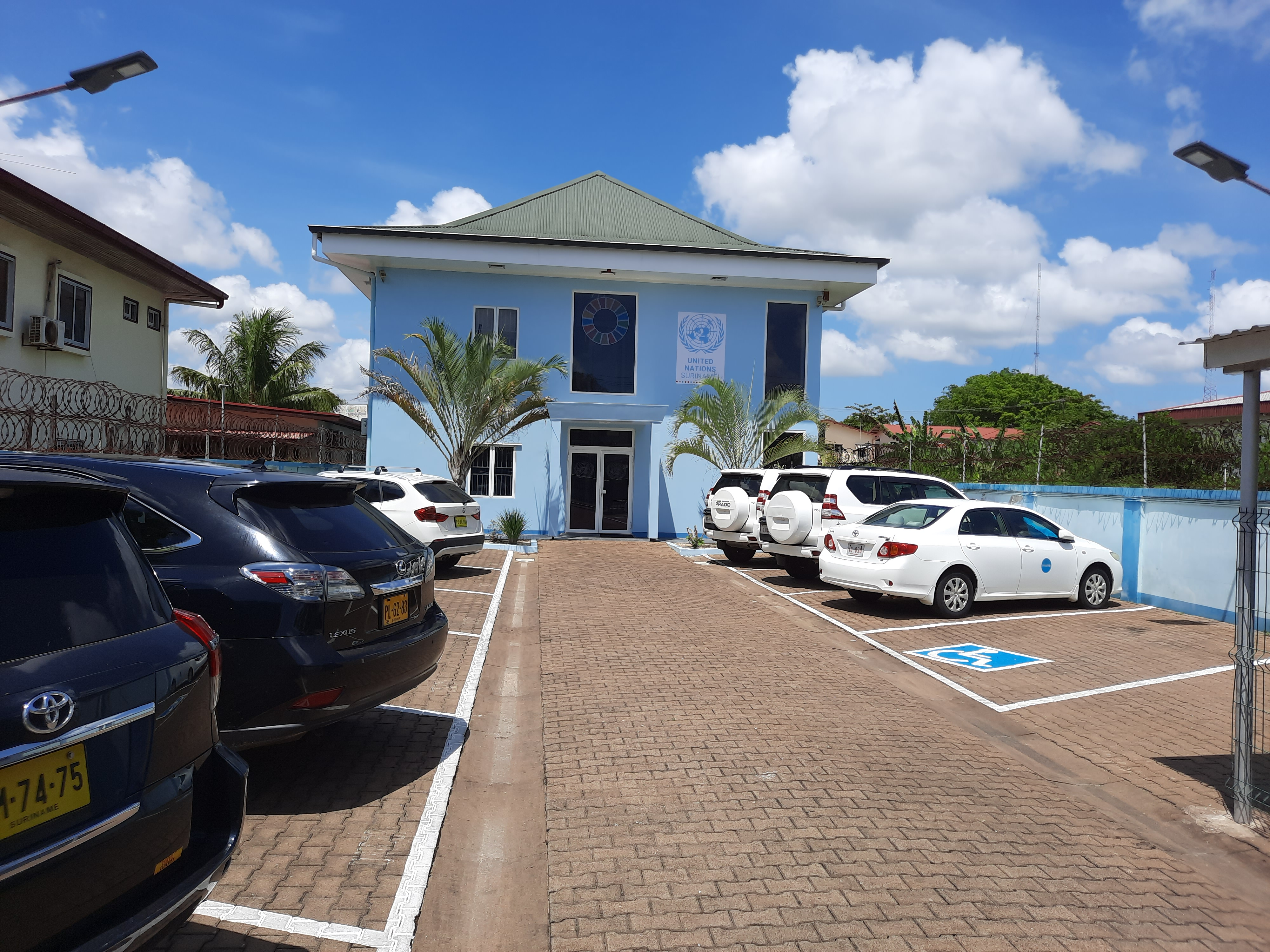
Vestiging van de UNDP in Paramaribo, Suriname